# Observatorio de Berlín
El Observatorio de Berlín (en alemán Berliner Sternwarte), ubicado entre las calles de Lindenstraße y Friedrichstraße, fue un centro de investigación astronómica importante en el periodo de 1835 hasta 1913. En sus instalaciones han trabajado astrónomos renombrados como Johann Franz Encke, Friedrich Wilhelm Bessel y Johann Gottfried Galle. 
En 1846 las instalaciones sirvieron para descubrir el planeta Neptuno. Ahora posee el código 536 de la Unión Astronómica Internacional (UAI).

## Historia

### Inicios
El observatorio astronómico tiene sus orígenes en el año 1700 cuando Gottfried Leibniz inicia una actividad científica cátedra en la Sociedad de Ciencias (Societät der Wissenschaften) de Berlín con la ayuda y el apoyo de la princesa electora Sofía Carlota esposa de Federico I de Prusia. La sociedad posteriormente (1744) cambiaría la denominación por Academia Prusiana de las Ciencias (en alemán: Preußischen Akademie der Wissenschaften). El primer astrónomo en realizar investigaciones en la Sociedad de Ciencias fue Gottfried Kirch que trabajaba desde un observatorio privado ubicado en la calle Wallstraße. 
En 1711 la sociedad crea un pequeño observatorio en forma de torre y le ponen el nombre de Dorotheenstädtischen Marstalles, ubicada en la calle que en la actualidad se denomina Dorotheenstraße. En 1744 la Sociedad de Ciencias se disuelve por intervención de Federico II el Grande fundándose en su lugar la Academia Prusiana de las Ciencias (en alemán: Preußischen Akademie der Wissenschaften).
En los años posteriores a la fundación del primer y pequeño observatorio, comienzan a trabajar en Berlín Leonhard Euler, Joseph Louis Lagrange y Johann Heinrich Lambert. Los directores durante los tiempos iniciales fueron Johann Bernoulli y Johann Elert Bode. Hasta 1811 el instituto astronómico se financió mediante el monopolio que tuvo de la elaboración de los almanaques y calendarios astronómicos. 

### Desde 1825

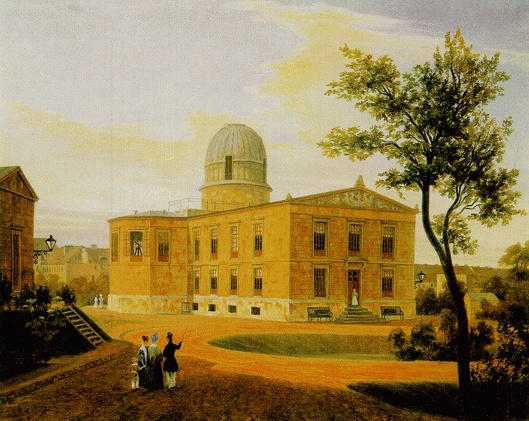
Berliner Sternwarte en la Lindenstraße de Kreuzberg.

En 1825 el rey de Prusia Federico Guillermo III designó a Johann Franz Encke como director. Con el apoyo de Alexander von Humboldt, Encke consiguió que el rey financiara la construcción de un observatorio verdadero, pero el rey puso como condición que fuera abierto al público dos noches por semana. Se instaló un nuevo telescopio que costó 20.000 táleros. El edificio fue diseñado por el arquitecto Karl Friedrich Schinkel quien era jefe del departamento de obras del Estado prusiano y arquitecto de la familia real, lo que le permitió diseñar la mayoría de edificios importantes de la época en Berlín.
Ubicándose en la calle Lindenstraße en la que hoy en día es un área entre Encke-, Bessel- y Markgrafenstraße, el edificio entró en funcionamiento en 1835. El primer director fue Encke.
Entre los años 1832 y 1849 fue el Berliner Sternwarte la primera estación de telégrafos de Reino de Prusia en los que sería una cadena de estaciones ópticas de telégrafo desde Berlín pasando por Colonia hacia Coblenza.
En 1837 descubre Encke en Berlín parte de los anillos de Saturno. El año siguiente Johann Gottfried Galle descubre otra parte de los anillos oscuros de Saturno (los anillos C). El 23 de septiembre de 1846 descubre Galle y su asistente Heinrich Louis d'Arrest el planeta Neptuno mejorando la posición calculada anteriormente por el astrónomo francés Urbain Le Verrier. A partir de estos instantes el observatorio se hizo famoso por el descubrimiento de numerosos cometas y asteroides.
En el periodo que va desde 1865 hasta 1903 fue director del observatorio astronómico Wilhelm Julius Foerster. En el periodo de 1866 hasta 1900, el astrónomo alemán Arthur Auwers elaboró en Berlín un catálogo fundamental con casi 170.000 estrellas. El observatorio fue trasladado a Babelsberg en 1913. En Berlín permanece el Wilhelm-Foerster-Sternwarte (observatorio de Guillermo Foerster; Código 544 de UAI), el Archenhold Sternwarte, Berlín-Treptow (observatorio Archenhold; Código 604 de UAI), el Urania Sternwarte (observatorio de Urania, código 537 de UAI), y el Bruno H. Bürgel Sternwarte (observatorio de Bruno H. Bürgel).

## Dotación del observatorio
La cúpula rotatoria del observatorio astronómico del Berliner Sternwarte posee un diámetro de ocho metros. Los fundamentos originarios del observatorio han sido modificados durante varias reformas. El telescopio principal es un refractor de 9 pulgadas (22,5 cm) de apertura Fraunhofer. Hoy en día el telescopio se encuentra en el Deutschen Museum de Múnich.